# Joseph-François-Edouard de Corsembleu de Desmahis
 Joseph-François-Édouard de Corsembleu Sieur de Desmahis (* 1. März 1723 in Sully-sur-Loire; † 25. Februar 1761 in Paris) war ein französischer Dramatiker, Enzyklopädist und Literat.

## Leben und Wirken
Er war der Sohn des Président de la Chambre des souveränen Fürstentums Henrichemont, principauté souveraine d'Henrichemont et de Boisbelle darüber hinaus Rechtsanwalt und Steuerberater im Herzogtum Sully-sur-Loire sowie Bürgermeister seiner Stadt.
Im Jahre 1740 zog de Desmahis nach Paris um. Er schrieb verschiedene Dramen und besuchte regelmäßig die Pariser Salons so auch den von Louise d’Épinay. Desmahis bewunderte Voltaire und Denis Diderot. Von erstem wurde er zeitweise protegiert.
Für die Encyclopédie schrieb er den Artikel fat und femme. Darin beschreibt de Desmahis die Frau ganz im Sinne der damaligen Wertvorstellungen, so hebt er ihre moralischen Tugenden ebenso hervor, wie die in ihrer Obhut liegenden Phänomene Glück und Gesundheit der Familien.

## Werke (Auswahl)
- Le Voyage de Saint-Germain.
- L’Heureux amant qui sait te plaire. (1750)
- Oeuvres choisies de M. Desmahis. Didot, (1813)